# Menaceur
Menaceur è un comune dell'Algeria, situato nella provincia di Tipasa.